# Калдярв, Арви Фердинандович
Арви Фердинандович Калдярв (эст. Arvi Kaldjärv; 15 декабря 1912 — дата смерти неизвестна) — депутат Верховного совета СССР 4-го созыва.

## Биография
При рождении получил имя Александр Эдуард Кляйн (эст. Aleksander Eduard Klein). В 1930-е годы, во время политики «эстонизации» при диктатуре Пятса изменил имя на Арви и вместе с другими членами семьи сменил фамилию на Калдярв (Калдъярв, эст. Kaldjärv).
Участник Великой Отечественной войны.
В 1950-е годы работал шахтёром на северо-востоке Эстонии.
В марте 1954 года избран депутатом Верховного совета СССР[уточнить] 4-го созыва (1954—1958) от Кохтла-Ярвеского избирательного округа.
Дальнейшая судьба неизвестна.

## Личная жизнь
Родители — Фердинанд (1885—1967) и Анна-Кристине (дев. Отс, 1888—1934). Супруга Тамара, двое детей — Майт и Майя.